# Ivan Luz
Ivan Luz (Rio de Janeiro, 10 de abril de 1918) foi um advogado e político brasileiro.
Em 19 de Agosto de 1963, enquanto era deputado federal pelo PTB, leu em plenário um comunicado sobre o recebimento do Prêmio Lênin da Paz por parte de Oscar Niemeyer.